# Cyphosticha albomarginata
Cyphosticha albomarginata är en fjärilsart som först beskrevs av Henry Tibbats Stainton 1862.  Cyphosticha albomarginata ingår i släktet Cyphosticha och familjen styltmalar. Inga underarter finns listade i Catalogue of Life.